# Bolesław V Wstydliwy
Bolesław V Wstydliwy (ur. 21 czerwca 1226 w Starym Korczynie, zm. 7 grudnia 1279) – książę krakowski (od 1243) i sandomierski (od 1232), ostatni przedstawiciel małopolskiej linii Piastów.

## Narodziny, filiacja, przydomek
Bolesław urodził się 21 czerwca 1226 jako syn Leszka Białego i księżniczki ruskiej Grzymisławy.
Imię otrzymał po swoim pradziadku Bolesławie III Krzywoustym. Liczebnik V został mu przypisany w Poczcie królów Polskich. Przydomek „wstydliwy” (łac. pudicus) pojawił się stosunkowo wcześnie, a wzmiankowany był już w Roczniku franciszkańskim krakowskim. Został on nadany księciu już przez jego poddanych z racji ślubów czystości, które książę złożył wspólnie z żoną Kingą. Z tego powodu ich małżeństwo nigdy nie zostało skonsumowane. Małżeńska czystość oraz brak pożycia małżeńskiego wynikać miały z wyjątkowej pobożności i umartwiania oraz szacunku, jakim książę darzył swoją matkę oraz kobiety z najbliższego otoczenia. Na ołtarze zostały wyniesione: jego żona Kinga, szwagierka Jolenta Helena oraz siostra Salomea.

## Dzieciństwo

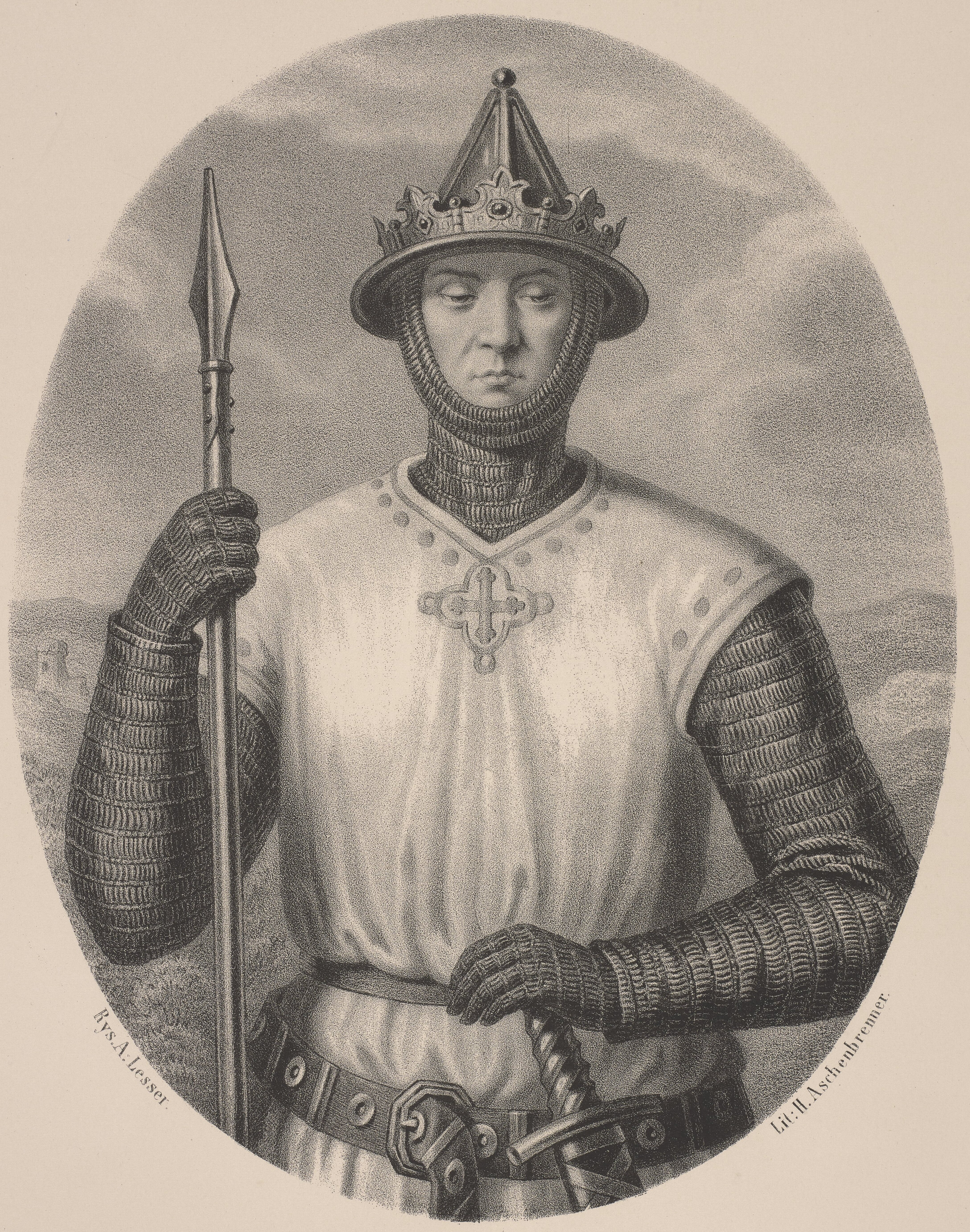
Bolesław V Wstydliwy, grafika Aleksandra Lessera

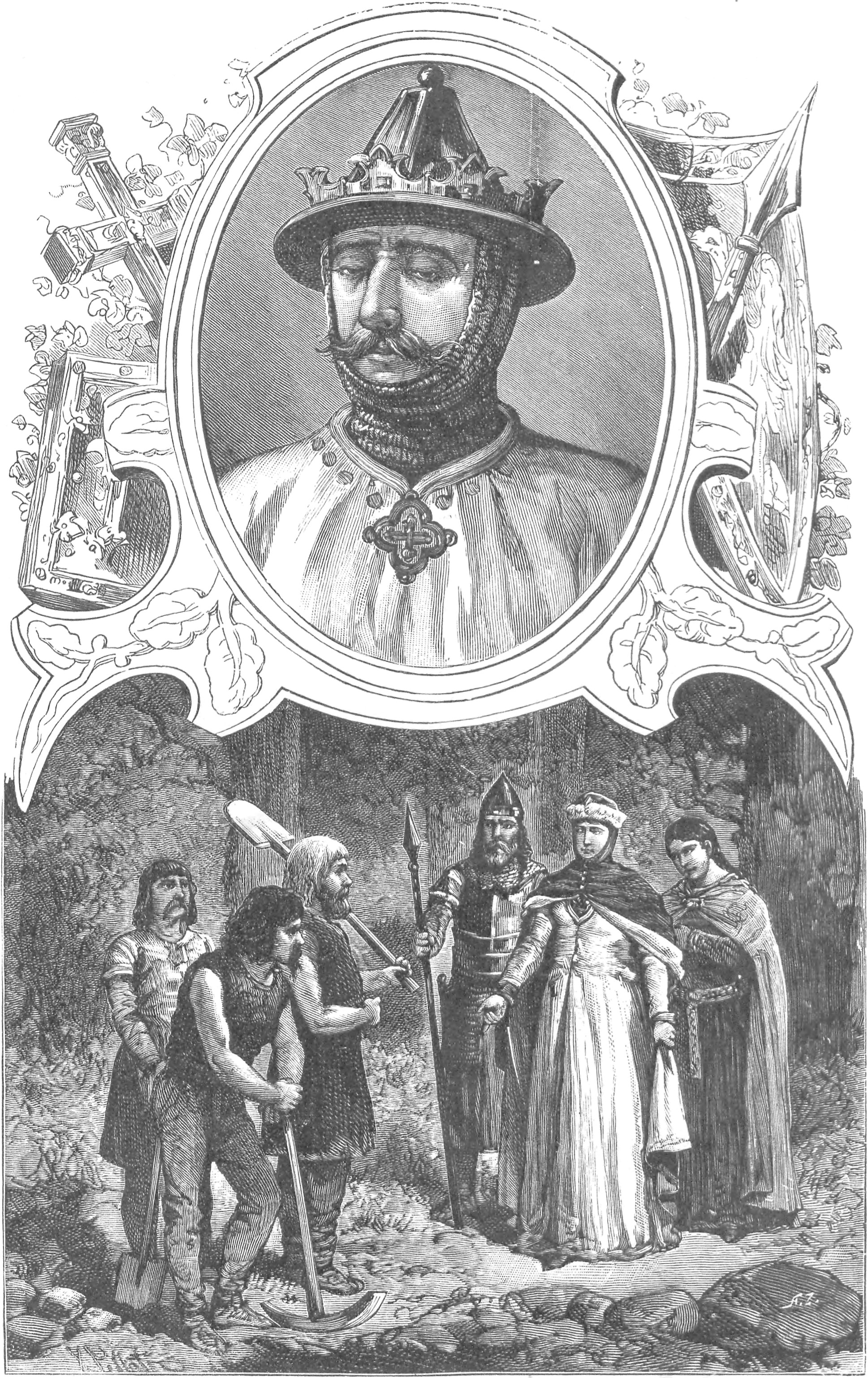
Bolesław Wstydliwy w cyklu Wizerunki książąt i królów polskich Ksawerego Pillatiego z 1888

### Śmierć Leszka i adopcja przez Laskonogiego
W 1227 podczas zjazdu w Gąsawie został zamordowany ojciec Bolesława, Leszek Biały. Bolesław Wstydliwy był kolejną osobą po ojcu i dziadku, która w młodym wieku została osierocona przez ojca. Po śmierci Leszka wiele osób chciało uzyskać prawo do opieki nad Bolesławem. Panowie krakowscy chcieli, aby tak jak po śmierci Kazimierza Sprawiedliwego ustanowić regencję, którą sprawowałaby wdowa po Leszku, Grzymisława, razem z wojewodą i biskupem krakowskim. Jednak było to sprzeczne z układem o przeżycie zawartym między Leszkiem Białym a Władysławem Laskonogim, który zakładał, że w razie śmierci jednego z nich drugi obejmie rządy w jego dzielnicy i otoczy opieką jego małoletnie dzieci.
6 grudnia 1227 Kazimierz I kujawski, który prawdopodobnie reprezentował swojego ojca Konrada na pogrzebie księcia Leszka, zgłosił pretensje do opieki nad Bolesławem oraz jego księstwem jako jego najbliższy męski krewny. Z powodu braku odpowiedzi w pierwszej połowie marca 1228 Konrad mazowiecki przybył do Skaryszewa na negocjacje z Grzymisławą i możnowładcami w sprawie objęcia przez niego regencji na czas małoletności swojego bratanka. Możni krakowscy, a przede wszystkim ród Gryfitów, woleli, aby władzę nad Krakowem przejął Władysław Laskonogi, jednakże w tym czasie książę wielkopolski toczył wojnę domową z Władysławem Odonicem i nie mógł dochodzić swoich praw. Konrad pojawił się wtedy w północnej części ziemi krakowskiej, a po jego stronie opowiedzieli się tylko Starżowie-Toporczykowie. Mimo to próba zbrojnego przejęcia Krakowa nie powiodła się. Według Kazimierza Krotowskiego przyczyną opuszczenia Małopolski był najazd pruski na Mazowsze. 5 maja 1228 możni krakowscy na walnym wiecu poparli Władysława Laskonogiego na pana Krakowa. Delegacja możnych, w której byli Iwo Odrowąż, biskup krakowski, Marek Gryfita, wojewoda krakowski, Pakosław Starszy Awdaniec, wojewoda sandomierski, i Mściwój, kasztelan wiślicki spotkali się w Cieni, gdzie książęta uchwalili akt, na mocy którego Władysław Laskonogi zobowiązał się do adopcji małego Bolesława, czyniąc go sukcesorem ziemi krakowskiej oraz wielkopolskiej. Po wiecu w Cieni Władysław przybył do Krakowa, gdzie Grzymisława, wdowa po Leszku Białym, przekazała mu rządy nad Krakowem. Grzymisława wraz z synem otrzymała księstwo sandomierskie, gdzie sprawowała władzę jako regentka.
Władysław Odonic uciekł z więzienia i walka o Wielkopolskę rozgorzała na nowo. Władysław Laskonogi musiał opuścić Kraków. W porozumieniu z nim i za zgodą Grzymisławy oraz panów krakowskich do Krakowa wkroczył Henryk Brodaty, który sprawował rządy namiestnicze. Latem 1228 Konrad mazowiecki uderzył na Kraków, ale poniósł klęskę w bitwie pod Skałą w starciu z synem Brodatego, Henrykiem Pobożnym. Rok później Konrad mazowiecki pojmał Henryka Brodatego i zajął ziemię sieradzką i łęczycką oraz później Sandomierz, pozbawiając Grzymisławę władzy, co spotkało się z oporem możnych z tej dzielnicy. W 1230 Władysław Laskonogi wspomagany przez Henryka Brodatego bezskutecznie usiłował odzyskać swoją ziemię. Ostatecznie zmarł w następnym roku na wygnaniu w Raciborzu.
Testament Laskonogiego uczynił Henryka Brodatego sukcesorem w Krakowie oraz Wielkopolsce. W 1231 trzymający małopolskie zamki Gryfici oddali je Brodatemu. Po objęciu władzy w Krakowie Henryk Brodaty sprawował władzę opiekuńczą nad ziemią sandomierską oraz księżną Grzymisławą i księciem Bolesławem, którzy w tym okresie rezydowali w Sandomierzu. W latach 1231–1232 Brodaty toczył walki z Konradem mazowieckim o Małopolskę. Jesienią 1232 roku Brodaty wyparł księcia mazowieckiego z Małopolski. Konrad utrzymał jedynie ziemię łęczycko-sieradzką.

### Uwięzienie przez Konrada mazowieckiego
W 1233 Konrad mazowiecki zwabił Grzymisławę z synem na spotkanie, na którym własnoręcznie ją ograbił i pobił. Bolesław z matką zostali uwięzieni wpierw w Czersku, a następnie w Sieciechowie. Podczas niewoli księżna Grzymisława znosiła wiele upokorzeń, w tym uderzenie w twarz przez Konrada mazowieckiego.
W obronie uwięzionych wystąpił Henryk Brodaty. W 1233 Bolesławowi udało się uciec wraz z matką z klasztoru w Sieciechowie przy pomocy Klemensa z Ruszczy oraz opata z Sieciechowa Mikołaja z Galli. Klemens i Mikołaj przekupili strażników, którzy zajęci piciem oraz zabawą, nie zwracali uwagi na więźniów. Ci zaś w przebraniu opuścili mury klasztorne.

...kiedy jednej nocy strażnicy po ochoczej biesiadzie pijani zapomniawszy o środkach bezpieczeństwa, zaniechali wystawienia zwykłych straży, książę Bolesław po cichu w czasie nocy opuszcza z matką klasztor na przygotowanych potajemnie wózkach.

Ze względów bezpieczeństwa Henryk Brodaty ukrył księcia Bolesława i jego matkę w podkrakowskim zamku w Skale, w dolinie Prądnika. Grzymisława i Bolesław musieli liczyć się z wolą opiekuna i zrzekli się na jego rzecz praw do Krakowa. W 1234 wybuchła wojna między Henrykiem Brodatym a Konradem mazowieckim o Małopolskę. W sierpniu 1234 za sprawą arcybiskupa Pełka doszło do ugody w Luchani nad Wartą, na mocy której Piastowie zawarli trwały pokój, natomiast Bolesław otrzymał część ziemi sandomierskiej i przekazał kilka grodów Henrykowi Brodatemu. W czerwcu 1235 papież Grzegorz IX zatwierdził układ luchański. Jednakże w tym samym roku Konrad mazowiecki najechał na Sandomierszczyznę, a Bolesław stracił w wyniku tego najazdu ziemię radomską.
W 1238 zmarł Henryk Brodaty, a władzę po nim przejął jego syn, Henryk Pobożny, który tak jak ojciec objął opieką księcia Bolesława i jego księstwo sandomierskie. W 1239 liczący trzynaście lat Bolesław spotkał się w Wojniczu z pięcioletnią królewną węgierską Kunegundą, córką króla Węgier Beli IV. Na zjeździe doszło do zawarcia umowy małżeńskiej. Ze względu na małoletność małżonków były to zrękowiny, po których za kilka lat miał nastąpić właściwy akt zaślubin. Pierwsze lata Kinga spędziła w Sandomierzu przy boku matki Bolesława, Grzymisławy. Zawarcie małżeństwa z Kingą nastąpiło dopiero około 1247. 9 lipca tego roku odbył się zjazd z Przedborzu, podczas którego Konrad mazowiecki zgodził się na oddanie ziemi sandomierskiej Bolesławowi.

### Zajęcie Krakowa przez Konrada mazowieckiego

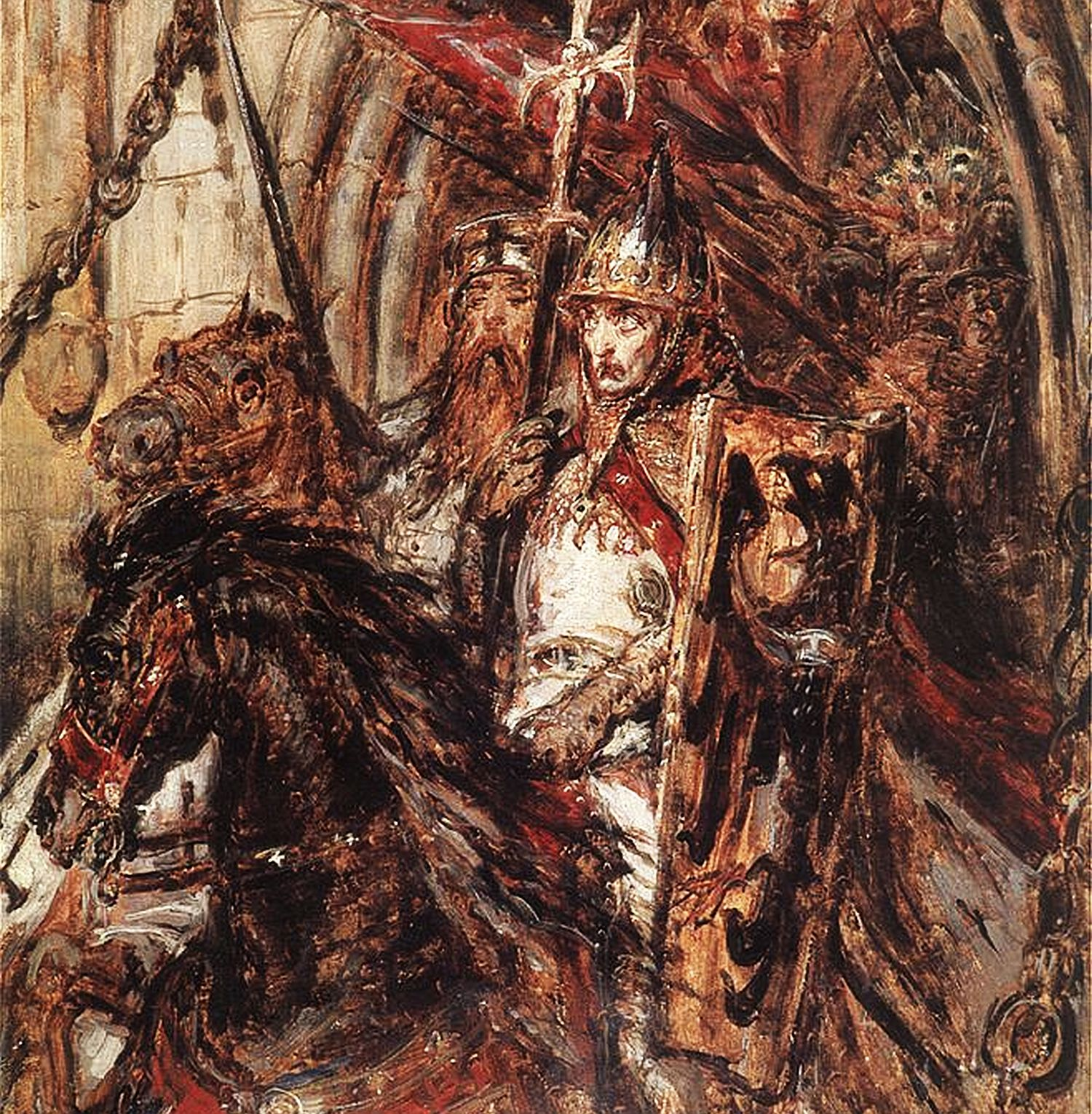
Wyjazd Henryka II Pobożnego pod Legnicę autorstwa Jana Matejki

W 1241 doszło do pierwszego najazdu Mongołów na Polskę. W styczniu Mongołowie zajęli Lublin i Zawichost. Bolesław Wstydliwy wraz z żoną uciekł na Węgry do swojej siostry Salomei, żony króla halickiego Kolomana, pozostawiając swoje ziemie bez obrony. 13 lutego Mongołowie zdobyli i spalili Sandomierz. 9 kwietnia stoczono bitwę pod Legnicą, w której wojska dowodzone przez Henryka Pobożnego poniosły klęskę, a sam książę zginął. Po klęsce wojsk węgierskich w bitwie nad rzeką Sajó i śmierci Kolomana Bolesław wraz z Salomeą udał się na Morawy, a następnie powrócił do Polski.
Po śmierci Henryka Pobożnego panem Krakowa został jego najstarszy syn, Bolesław Rogatka. Bolesław Rogatka nie zdążył przybyć do Krakowa, a rządy w jego imieniu sprawował w tym czasie Klemens z Ruszczy. Konrad mazowiecki wypatrzył w tym swoją szansę i mimo oporu możnych i rycerstwa wkroczył do Krakowa 10 lipca 1241. Kilka miesięcy później skapitulowały w Skale wojska dowodzone przez Klemensa z Ruszczy. Konrad mazowiecki nie zyskał jednak poparcia możnych krakowskich, którzy w 1243 powołali na tron krakowski Bolesława Wstydliwego. 25 maja 1243 w wyniku bitwy pod Suchodołem między wojskami Małopolan, wspartymi posiłkami węgierskimi, pod dowództwem Klemensa z Ruszczy a wojskami Konrada mazowieckiego, Bolesław Wstydliwy odzyskał panowanie nad księstwem krakowskim. W wieku siedemnastu lat został księciem krakowskim, jednak aż do śmierci matki pozostawał pod jej silnym wpływem. Tego samego roku Konrad mazowiecki próbował odzyskać panowanie nad Krakowem i zaatakował Bolesława, lecz nie udało mu się go pokonać.

## Panowanie

### Walki z Konradem mazowieckim
Konrad mazowiecki do końca swoich dni próbował zrealizować swoją ambicję, jaką była chęć zostania panem Krakowa. W 1246 wraz z synem Kazimierzem, wsparty posiłkami litewskimi i opolskimi ponownie zaatakował Małopolskę. W bitwie pod Zaryszowem wojska Bolesława Wstydliwego zostały pokonane. Książę małopolski stracił Lelów, jednakże Kraków i Sandomierz udało się obronić. Z powodu braku środków na prowadzenie wojny Bolesław zaciągnął pożyczkę u swojej żony Kingi, którą spłacił 2 marca 1257 podczas wiecu książęcego w Korczynie, oddając jej ziemię sądecką. Jesień przyniosła ostateczne rozwiązanie i wojska Bolesława odbiły Lelów. Konrad mazowiecki zmarł 31 sierpnia 1247, jednak przy życiu pozostał jego syn, Kazimierz, z którym Bolesław później toczył walkę.
W latach 1254–1255 Bolesław zabiegał o uwolnienie Siemowita mazowieckiego oraz jego żony, których przetrzymywał Kazimierz Konradowic. Zabiegi te zakończyły się sukcesem wiosną 1255. W 1258 Bolesław Pobożny rozpoczął wojnę z Kazimierzem kujawskim o kasztelanię lądzką, która została przekazana bezprawnie Kazimierzowi przez Henryka Pobożnego. Do koalicji antykujawskiej przyłączył się także książę Bolesław. W dniach 29 września – 6 października 1259 Bolesław Wstydliwy wspólnie z Bolesławem Pobożnym walczyli z Kazimierzem kujawskim i ostatecznie złupili Kujawy. Pokój został zawarty 29 listopada 1259. W 1260 Kazimierz I Konradowic przejął gród w Lelowie. 12 grudnia podczas zjazdu w Przedborzu książę Bolesław podjął się mediacji w sporze między Kazimierzem kujawskim a Siemowitem mazowieckim, co doprowadziło do zawarcia przez nich porozumienia pokojowego.

### Współpraca z Węgrami

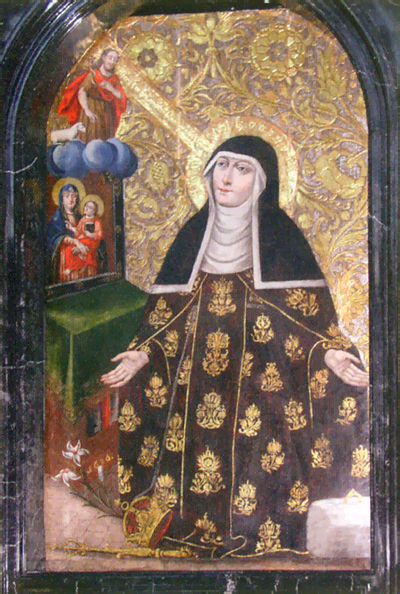
Obraz św. Kingi w kościele klasztornym w Starym Sączu

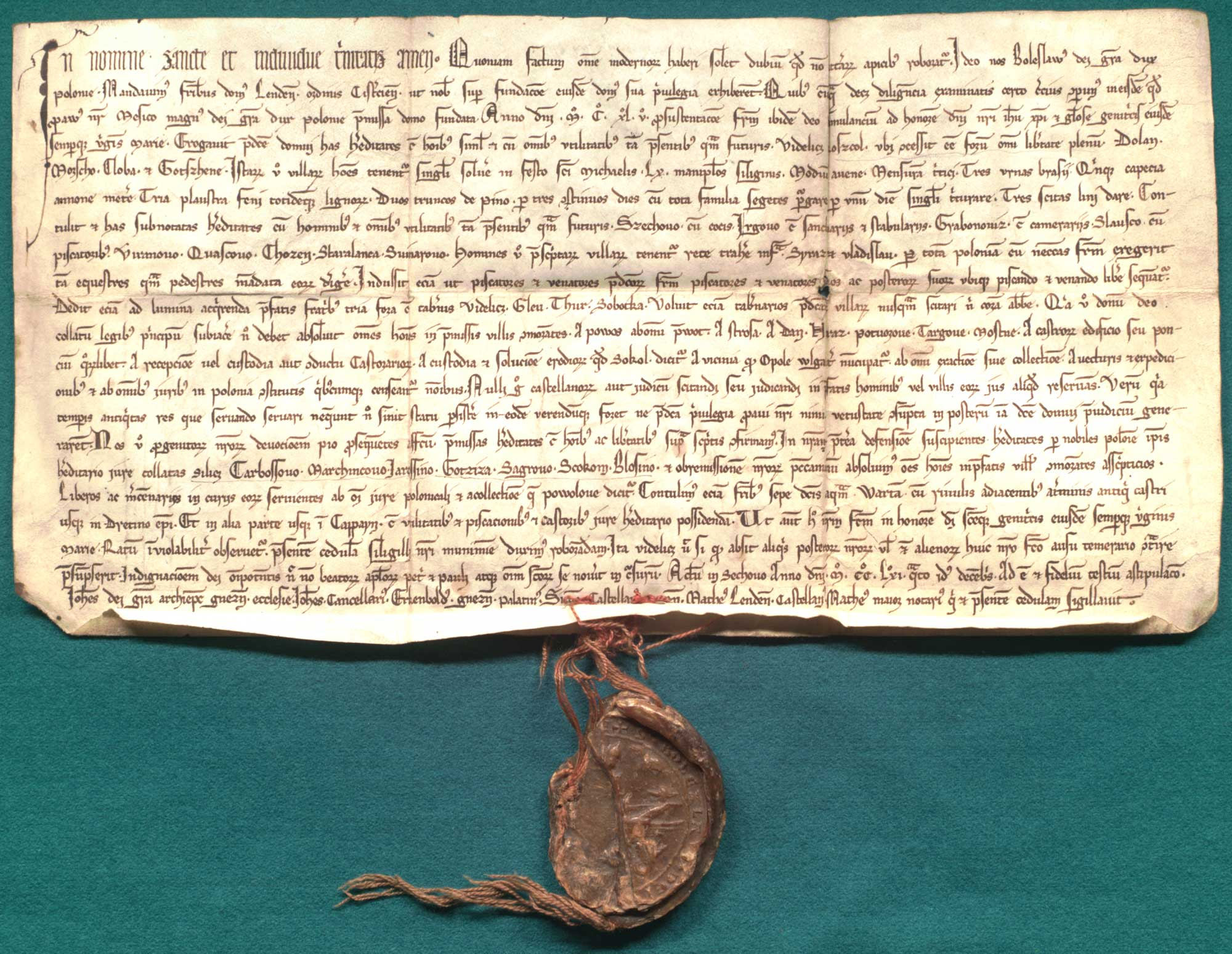
Dokument Bolesława z 1261 roku potwierdzający nadanie Mieszka Starego z 1145 r. dla klasztoru cystersów w Lądzie

Bolesław Wstydliwy wraz z Bolesławem Pobożnym należeli do stronnictwa węgierskiego. Powiązanie z Węgrami wynikało prawdopodobnie z relacji rodzinnych – żony obydwóch książąt były córkami Beli IV. W 1245 książę Bolesław wsparł wyprawę Rościsława, który był kandydatem węgierskim na tron halicki. 17 lipca doszło do bitwy pod Jarosławiem, gdzie wojska polskie i węgierskie poniosły klęskę. Ostatecznie doszło do zawarcia pokoju w Łęczycy.
Na przełomie czerwca i lipca 1253 wojska polsko-ruskie, w tym wojska Bolesława, uderzyły na Morawy w celu poparcia węgierskiej wyprawy na Austrię, która była pod panowaniem czeskim. Wojna nie przyniosła żadnego rozstrzygnięcia, mimo to wojska polsko-ruskie zdobyły bardzo dużo łupów. Konflikt węgiersko-czeski zakończył się zawarciem pokoju. Przemysł Ottokar II przy pomocy biskupa krakowskiego Pawła z Przemankowa próbował nakłonić księcia Bolesława do przejścia do czeskiego obozu.
W 1260 doszło do kolejnego konfliktu Węgier z Czechami, kiedy królewicz węgierski Stefan zorganizował łupieżczą wyprawę na Karyntię. Od czerwca do lipca 1260 Bolesław Wstydliwy wraz z Leszkiem Czarnym pomagał zbrojnie Węgrom w walce z Czechami. 12 lipca doszło do bitwy pod Kressenbrunn, zakończonej klęską wojsk węgierskich.
29 stycznia 1262 podczas wiecu w Iwanowicach Bolesław Wstydliwy udzielił wsparcia militarnego księciu Bolesławowi Pobożnemu w konflikcie z Henrykiem III Białym, który był stronnikiem Czech. 7 czerwca odbył się wiec w Dankowie, na którym trwały negocjacje pokojowe z Henrykiem III. Władysław opolski podczas tego wiecu podjął nieudaną próbę przeciągnięcia księcia Bolesława Wstydliwego i Bolesława Pobożnego do obozu czeskiego.
Król Węgier Bela IV popadł w konflikt ze swoim synem Stefanem, co mogło zagrozić krajowi ze względu na powstanie wewnętrznego konfliktu. W marcu 1266 Bolesław Wstydliwy wraz ze swoją żoną Kingą udał się na zjazd pokojowy w Budzie, gdzie Stefan zobowiązał się do utrzymywania pokojowych stosunków z ojcem, Przemysłem Ottokarem, Bolesławem Wstydliwym, Leszkiem Czarnym oraz Bolesławem Pobożnym.
W 1270 nowy król Węgier Stefan V odwiedził Bolesława w Krakowie, z którym zawarł wieczysty pokój. W tym samym roku Stefan V ponowił wojnę z Czechami o ziemie po Babenbergach, która zakończyła się klęską Węgier. W 1271 książę Bolesław wraz z ruskimi książętami zorganizował wyprawę na księstwo wrocławskie, bowiem Henryk IV Prawy był stronnikiem Czech.
6 kwietnia 1272 zmarł Stefan V, a sojusz Bolesława z Węgrami uległ całkowitemu rozpadowi. W 1277 książę Bolesław zawarł pokój z Czechami w Opawie. Kiedy królem Węgier został Władysław IV książę Bolesław Wstydliwy stał się sojusznikiem Czech. W latach 1272–1278 trwała wojna Przemysła Ottokara II z królem niemieckim Rudolfem Habsburgiem, po stronie którego opowiedziały się także Węgry. 26 sierpnia 1278 rozegrała się decydująca bitwa pod Suchymi Krutami, w której Przemysł Ottokar poniósł klęskę.

### Próba chrystianizacji Jaćwingów

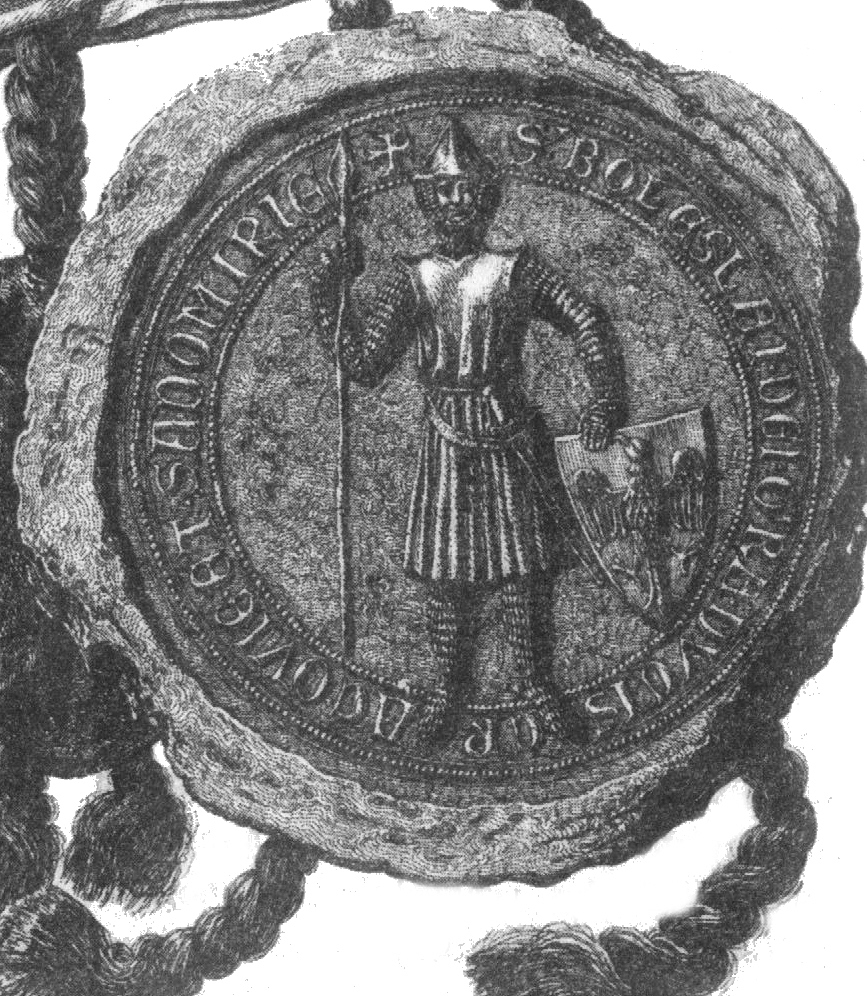
Pieczęć Bolesława Wstydliwego według XIX-wiecznego rysunku

Jednym z celów polityki zagranicznej księcia Bolesława była chrystianizacja Jaćwingów. W latach 1248–1249 Bolesław Wstydliwy wspierał wyprawę Siemowita mazowieckiego, syna Konrada mazowieckiego na Jaćwingów. Wyprawa ta zakończyła się jednak niepowodzeniem.
W latach 1256 oraz 1264 Jaćwingowie najechali i złupili Małopolskę. Wiosną 1264 książę Bolesław Wstydliwy zorganizował w odwecie wyprawę zbrojną na Jaćwież, zakończoną zwycięstwem wojsk krakowsko-sandomierskich i zabiciem księcia Jaćwingów Komata. Na północno-wschodnim pograniczu Małopolski książę Bolesław zorganizował biskupstwo w Łukowie w celu chrystianizacji tych ludów. W sprawę chrystianizacji żywo zaangażowała się siostra Bolesława, Salomea oraz papież Innocenty IV, który w 1254 wystawił specjalny dokument. Ostatecznie misja zakończyła się niepowodzeniem.

### Najazd Mongołów i stosunki z Danielem halickim

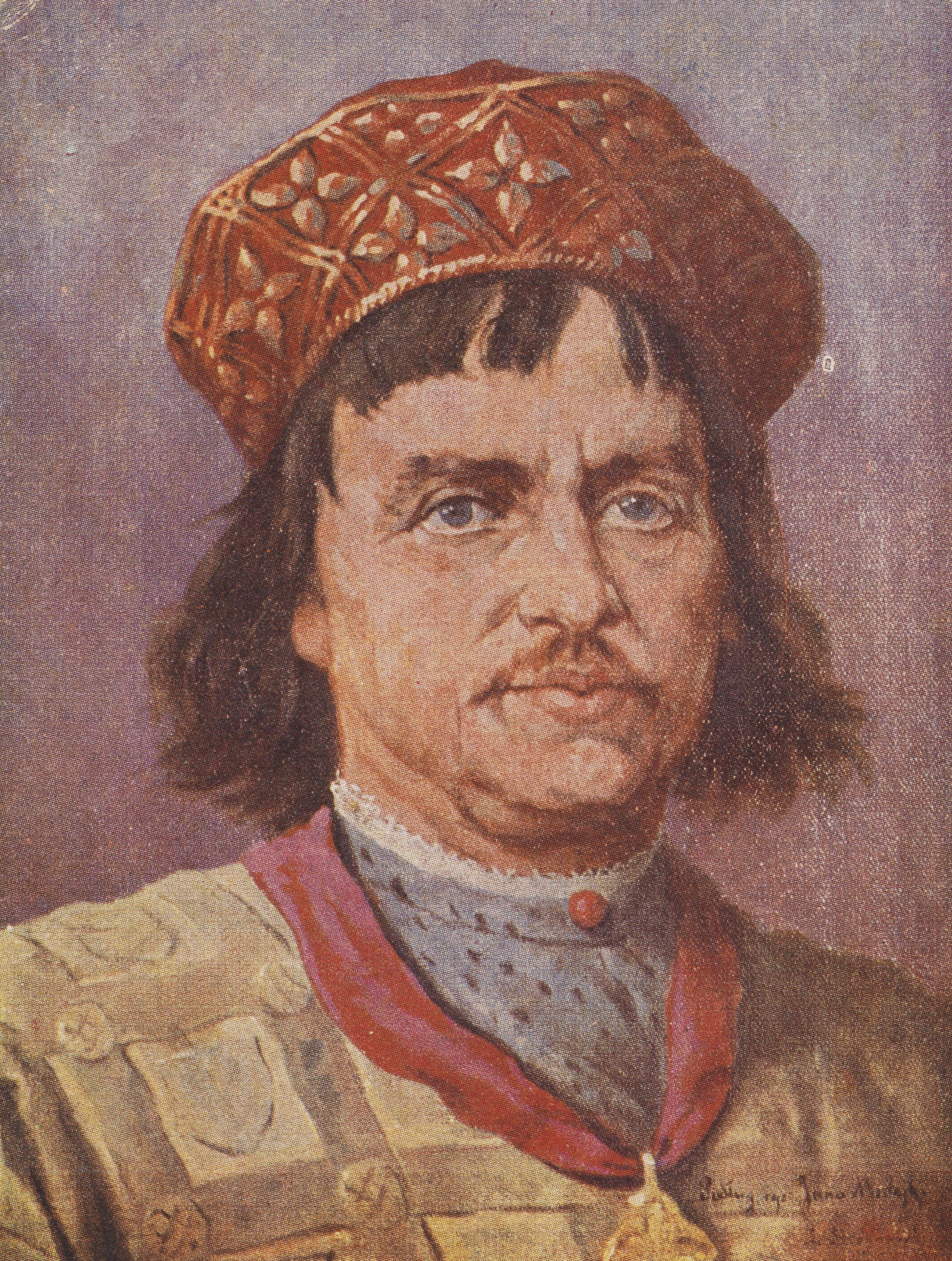
Bolesław Wstydliwy na obrazie Jana Matejki

Daniel Halicki był obok księcia Bolesława Wstydliwego sojusznikiem Węgier w konflikcie z Czechami. W 1253 po wojnie z Czechami stosunki Bolesława z księciem halickim Danielem układały się dobrze. Sam Daniel po skończonej wojnie wracał przez Kraków, gdzie spotkał legata papieskiego Opizona, który chciał go koronować. Koronacja ostatecznie odbyła się w Chełmie. W tym przedsięwzięciu swój udział mieli Bolesław i jego siostra Salomea, którzy chcieli Daniela i jego księstwo wciągnąć do obrządku łacińskiego. Jednakże najazd mongolski te plany przekreślił.
W listopadzie 1259 Mongołowie wraz Rusinami, którzy byli zobowiązani do służby na wezwanie chana, najechali Małopolskę i zniszczyli Sandomierz, Lublin i Kraków, a Bolesław uciekł na Węgry lub do Sieradza, rządzonego przez Leszka Czarnego. W lutym 1260 roku Mongołowie opuścili Małopolskę, a książę Bolesław powrócił na swoje ziemie. Stosunki księcia Bolesława z Danielem halickim były bardzo napięte. W 1262 doszło do zawarcia pokoju w Tarnawie.
Po śmierci Daniela w 1265 wojska litewsko-ruskie najechały na Małopolskę i spustoszyły okolice Skaryszewa, Tarczka i Wiślicy. W latach 1265–1266 książę Bolesław walczył z książętami ruskimi, synem Daniela halickiego, Szwarnem oraz jego bratem Wasylkiem, którzy pomogli Litwinom najechać Małopolskę. 19 czerwca 1266 w bitwie pod Wrotami Szwarno został pobity. Konflikt skończył się w 1266, a Bolesław zrezygnował z wypraw na Jaćwież.
W lipcu 1273 Litwini najechali na Lubelszczyznę, dokonując wielu zniszczeń. W odwecie za najazd na Lubelszczyznę Leszek Czarny zorganizował wyprawę na Jaćwież w grudniu 1273. W 1278 Litwini kolejny raz najechali na Lubelszczyznę, których pod Łukowem rozbił Leszek Czarny.

### Adopcja Leszka Czarnego i konflikt z Władysławem opolskim
Wskutek zawarcia ślubów czystości przez księcia i jego żonę Kingę oraz braku męskiego potomka w 1265 Bolesław adoptował księcia sieradzkiego Leszka Czarnego, który stał się prawowitym dziedzicem księstwa krakowsko-sandomierskiego. Ten fakt był przyczyną buntu, który wybuchł osiem lat później.
W 1273 Władysław opolski zorganizował wyprawę zbrojną na Kraków. W Krakowie możni zorganizowali bunt przeciwko Bolesławowi, chcąc osadzić na tronie księcia Władysława, bowiem nie zgadzali się na to, aby spadkobiercą po Bolesławie został Leszek Czarny. 4 czerwca Bolesław Wstydliwy zwyciężył Władysława opolskiego i buntowników w bitwie pod Bogucinem. Pomimo tego stracił część ziemi krakowskiej, w tym kasztelanię chrzanowską. Na przełomie października i listopada książę Bolesław zorganizował wyprawę zbrojną przeciw Władysławowi. W 1274 książęta zawarli pokój, na mocy którego Władysław zrezygnował z pretensji do tronu krakowskiego oraz oddał kasztelanię chrzanowską, zatrzymał natomiast część ziemi krakowskiej między rzekami Skawą i Skawinką.

### Polityka wewnętrzna

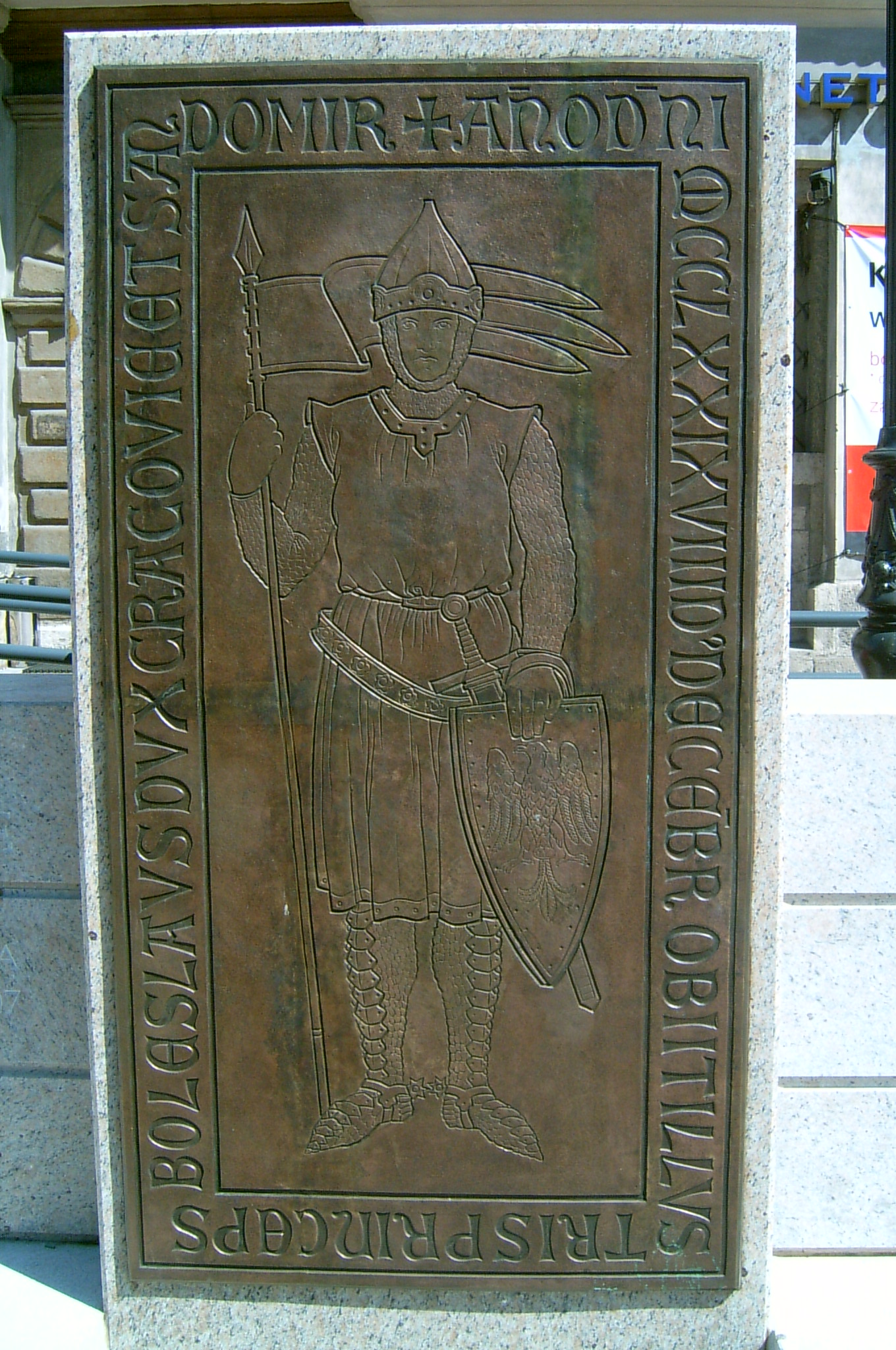
Kopia płyty nagrobnej Bolesława V Wstydliwego na Małym Rynku w Krakowie

Bolesław Wstydliwy przywiązywał szczególną uwagę do rozwoju miast. 27 lutego 1253 nadał przywilej lokacyjny dla Bochni. 5 czerwca 1257 podczas wiecu na błoniach Koperni pod Pińczowem dokonał lokacji Krakowa na prawie magdeburskim, a rok później wydał przywilej lokacyjny na prawie magdeburskim dla Nowego Korczyna. W 1264 książę wydał przywilej lokacyjny dla Skaryszewa na prawie magdeburskim, a w 1271 podczas wiecu książęcego w Krakowie wydał przywilej lokacyjny dla Jędrzejowa na prawie magdeburskim. Lokowanie miast na prawie niemieckim spowodowało szybki rozwój ekonomiczny tej dzielnicy.
Również na uwagę zasługuje wprowadzona przez niego reforma systemu zarządzania salinami bocheńskimi oraz wielickimi. W 1251 odkryto w Bochni złoża soli kamiennej. Przedtem wydobywano tam tylko solankę. Książę Bolesław włączył kopalnie soli do posiadłości książęcych, będących dla niego źródłem stałych dochodów.
Bolesław Wstydliwy podczas swojego panowania szczególną troską otaczał Kościół, a przede wszystkim biskupstwo krakowskie. 28 sierpnia 1252 podczas zjazdu w Oględowie wraz ze swoją matką Grzymisławą wydał przywilej immunitetowy na rzecz biskupstwa krakowskiego, który gwarantował duchownym dużą niezależność w kwestiach ekonomicznych oraz sądowniczych.
17 września 1253 w wyniku starań księcia Bolesława oraz biskupa krakowskiego papież Innocenty IV kanonizował Stanisława ze Szczepanowa. 8 maja 1254 odbyły się w Krakowie uroczystości ku czci Świętego Stanisława połączone ze zjazdem książąt piastowskich. 18 czerwca odbył się zjazd w Chrobrzu, na którym książę Bolesław zatwierdził przywilej immunitetowy na rzecz biskupstwa krakowskiego nadany w Oględowie.
W 1257 odbył się synod w Łęczycy, który ustanowił, że każdy władca, który porwie biskupa, będzie automatycznie podlegał ekskomunice, a jego państwo interdyktowi. W dniach 11–13 czerwca 1258 odbył się wiec w Sandomierzu, podczas którego książę Bolesław zatwierdził przywileje dla Kościoła w Małopolsce.
W 1245 za sprawą siostry Bolesława, Salomei w Zawichoście powstał klasztor klarysek. Około 1265 roku dokonał wielkiej przebudowy drewniano-ziemnych fortyfikacji grodu wawelskiego.

## Śmierć
Bolesław Wstydliwy zmarł 7 grudnia 1279.

Bolał głęboko nad jego stratą nie tylko własny naród, ale i sąsiednie narody z powodu skromności i zacności, które okazywał.

Jego pogrzeb miał miejsce 10 grudnia. Książę został pochowany w kościele franciszkanów w Krakowie. Znajduje się tam kamień grobowy z napisem:

Anno Domini MCCLXX obiit ilustrissimus princeps et dnus, Vladislaus dictus pius dux Cracov.

W XIX wieku Kazimierz Stronczyński wykazał nieautentyczność tego kamienia grobowego, jednak fakt złożenia ciała księcia Bolesława w tym kościele nie budzi żadnych zastrzeżeń.
Małżeństwo z Kingą pozostało bezdzietne z powodu ślubów czystości, jakie małżonkowie złożyli. Po śmierci Bolesława Kinga wstąpiła do klasztoru klarysek w Starym Sączu. Nowym księciem krakowskim i sandomierskim został Leszek Czarny.

## Fundacje
- Kościół św. Marka w Krakowie

## Genealogia
| Kazimierz II Sprawiedliwy ur. 1138 zm. 5 V 1194 | Kazimierz II Sprawiedliwy ur. 1138 zm. 5 V 1194 |                                               |                                               | Helena znojemska ur. lata 40. XII w. zm. 2 IV 1202/1206 | Helena znojemska ur. lata 40. XII w. zm. 2 IV 1202/1206 |  |  | Jarosław Włodzimierzowic | Jarosław Włodzimierzowic |                                         |                                         | NN | NN |
|                                                 |                                                 |                                               |                                               |                                                         |                                                         |  |  |                          |                          |                                         |                                         |    |    |
|                                                 |                                                 |                                               |                                               |                                                         |                                                         |  |  |                          |                          |                                         |                                         |    |    |
|                                                 |                                                 | Leszek Biały ur. 1184 lub 1185 zm. 24 XI 1227 | Leszek Biały ur. 1184 lub 1185 zm. 24 XI 1227 |                                                         |                                                         |  |  |                          |                          | Grzymisława ur. 1185/1195 zm. 8 XI 1258 | Grzymisława ur. 1185/1195 zm. 8 XI 1258 |    |    |
|                                                 |                                                 |                                               |                                               |                                                         |                                                         |  |  |                          |                          |                                         |                                         |    |    |
|                                                 |                                                 |                                               |                                               |                                                         |                                                         |  |  |                          |                          |                                         |                                         |    |    |
|                                                 |                                                 |                                               |                                               |                                                         |                                                         |  |  |                          |                          |                                         |                                         |    |    |

|  |  | Kinga ur. 5 III 1234 zm. 24 VII 1292 OO 1239 | Kinga ur. 5 III 1234 zm. 24 VII 1292 OO 1239 | Bolesław V Wstydliwy ur. 21 VI 1226 zm. 7 XII 1279 | Bolesław V Wstydliwy ur. 21 VI 1226 zm. 7 XII 1279 |  |  |  |  |

## Bolesław Wstydliwy w kulturze
- Syn Jazdona: powieść historyczna z czasów Bolesława Wstydliwego i Leszka Czarnego (1880) – powieść historyczna Józefa Kraszewskiego z cyklu Dzieje Polski.

## Literatura dodatkowa
- Roman Grodecki: Bolesław Wstydliwy. W: Polski Słownik Biograficzny. T. 2: Beyzym Jan – Brownsford Marja. Kraków: Polska Akademia Umiejętności – Skład Główny w Księgarniach Gebethnera i Wolffa, 1936, s. 260–262. Reprint: Zakład Narodowy im. Ossolińskich, Kraków 1989, ISBN 83-04-03291-0.